# گروه ابول خیر
گروه ابول خیر (انگلیسی: Abul Khair Group) شرکت خوشه‌ای بنگلادشی است، که در سال ۱۹۵۳ تأسیس شد.